# Fons Hamblock
Fons Hamblock es un deportista belga que compitió en triatlón. Ganó una medalla de oro en el Campeonato Europeo de Triatlón de 1990.

## Palmarés internacional
| Campeonato Europeo | Campeonato Europeo | Campeonato Europeo | Campeonato Europeo |
| Año                | Lugar              | Medalla            | Prueba             |
| ------------------ | ------------------ | ------------------ | ------------------ |
| 1990               | Linz (Austria)     | Medalla de oro     | Individual         |